# شهرستان رادیویلیف
شهرستان رادیویلیف (به لاتین: Radyvyliv Raion) یک شهرستان در اوکراین است که در استان ریونه واقع شده‌است. شهرستان رادیویلیف ۷۴۵ کیلومتر مربع مساحت و ۳۷٬۲۷۷ نفر جمعیت دارد.